# Puntius rhomboocellatus
Puntius rhomboocellatus är en fiskart som beskrevs av Koumans, 1940. Puntius rhomboocellatus ingår i släktet Puntius och familjen karpfiskar. Inga underarter finns listade i Catalogue of Life.